# José Casanova
José Casanova (Coruche, Couço, 4 de Março de 1939 — Lisboa, 15 de Novembro de 2014) foi um político e escritor português, aderiu ao Partido Comunista Português em 1958, membro do seu Comité Central deste 1976 e da Comissão política de 1979 a 2008 e director do Jornal Avante! de 1997 a Fevereiro de 2014.

## Biografia
José Casanova nasceu no Couço, concelho de Coruche, em 1939, onde desde muito novo viveu acontecimentos da luta antifascista nesta terra de resistência dos trabalhadores e do povo contra a exploração e a opressão, pela liberdade e a democracia.
Aderiu ao Partido Comunista Português em 1958, com 19 anos, e as suas primeiras actividades políticas foram desenvolvidas na União da Juventude Portuguesa, de cuja Direcção fez parte.
Assumiu como jovem comunista papel destacado nas candidaturas democráticas de Arlindo Vicente e Humberto Delgado em 1958. Desempenhou tarefas partidárias em vários pontos do País nas décadas de 50 e 60 do século XX.
Preso pela PIDE em 1960, julgado e condenado a dois anos de prisão, foi sujeito às chamadas “medidas de segurança” que o forçaram a permanecer cerca de seis anos nas prisões fascistas.
Entre 1971 e 1974, José Casanova esteve exilado na Bélgica, prosseguindo aí a sua actividade partidária, quer junto dos emigrantes portugueses – foi Presidente da Associação dos Portugueses Emigrados na Bélgica – quer em contactos com os movimentos de libertação das ex-colónias: MPLA, PAIGC e FRELIMO.
Regressado a Portugal em Abril de 1974, assumiu tarefas partidárias na Organização Regional de Lisboa do PCP.
Membro do Comité Central do PCP desde 1976. Foi membro da Comissão Política de 1979 a 2008. Entre outras tarefas foi responsável pela Organização Regional de Lisboa do PCP de 1989 a 1996 e pela Organização Regional de Santarém do PCP entre 1997 e 1998.
José Casanova foi director do “Avante!”, Órgão Central do PCP, entre 1997 e Fevereiro de 2014. À data da sua morte era responsável pela Comissão Nacional da Cultura do PCP.
Além da sua actividade como militante comunista, José Casanova era um benfiquista por convicção, que assistia aos jogos no Estádio da Luz sempre que a agenda pessoal e política o permitia. O Presidente do Sport Lisboa e Benfica esteve presente no seu funeral.
José Casanova era ainda coordenador do Comité Português para a libertação dos Cinco Patriotas Cubanos presos nos Estados Unidos da América.
Faleceu, após doença grave, na madrugada do dia 15 de Novembro de 2014, o seu funeral realizou-se no Cemitério do Alto de São João em Lisboa. Pelas cerimónias fúnebres, realizadas no fim-de-semana, passaram milhares de pessoas: familiares, amigos e camaradas – a grande maioria – mas também representantes de organizações sindicais e políticas, autarquias, clubes e colectividades.

## Obras

### Literatura
Autor de vários romances:
- O Caminho das Aves. Lisboa: Caminho, 2002. ISBN 972-21-1492-1
- Aquela noite de Natal. Lisboa: Caminho, 2005. ISBN 972-21-1736-X
- O Tempo das Giestas. Lisboa: Caminho, 2007. ISBN 978-972-21-1869-9
- Catarina Eufémia - Militante comunista. Mulher de Abril. Companheira de Luta. Lisboa: Edições Avante!, 2014.

Escreveu o prefácio de várias obras:
- Cartas da Clandestinidade de José Magro. Lisboa: Edições Avante!, 2007. ISBN 978-972-550-325-6
- A Questão do Estado, Questão Central de Cada Revolução de Álvaro Cunhal. 2ª edição. Lisboa: Edições Avante!, 2007. ISBN 978-972-550-328-7
- Poemas - Maio, trabalho, luta. Lisboa: Edições Avante!, 2010. ISBN 978-972-550-364-5
- Álvaro Cunhal: O culto de um ideal de Nuno Martins. Lisboa: Fonte da Palavra, 2014 ISBN 978-989-667-178-5